# Tetradracma
La tetradracma, també anomenada stater, era una antiga moneda grega equivalent a 4 dracmes, i amb un pes de 17,24 grams. Durant l'Imperi Romà la tetradracma fou la moneda oficial d'Egipte i era equivalent a 1 denari.
La tetradracma atenesa del segle v aC fou la moneda d'ús més habitual al món grec fins a Alexandre el Gran. Hi figurava el perfil d'Atena amb el casc a l'anvers i un mussol al revers, d'aquí que les tetradracmes s'anomenessin popularment glàukai (γλαῦκαι), és a dir "mussols". El revers d'aquesta moneda és representat avui dia a la moneda grega d'1 euro.
Les monedes de plata que la tradició atribueix al pagament de Judes devien ser tetradracmes.
A Catalunya s'hi conserven alguns exemplars a la Biblioteca Museu Víctor Balaguer de Vilanova i la Geltrú.